# 推论
在數學上，推论（corollary, 也稱為系、系理）指能够“简单明了地”从前述命题推出的论断，推论往往在定理后出現。如果命题B能够被简单明了的从命题A推导出，则稱B为A的推论。
推论、定理、命題等术语的使用区别往往是比较主观的，因为“简单明了”的定义本来就与作者及上下文相关。当然，推论一般被认为不如定理重要。